# Prickpansarbi
Prickpansarbi (Stelis ornatula) är ett solitärt (icke samhällsbildande) bi i familjen buksamlarbin vars larv lever som boparasit i bon av andra buksamlarbin. Arten kallas även fläckpansarbi i Sverige.

## Beskrivning
Ett litet, 5 till 8 mm långt bi med kort, brett huvud. Grundfärgen är svart; honan, och ofta även hanen, har vita fläckar på tergiternas (bakkroppssegmentens) sidor. Som alla pansarbin har den ett extra kraftigt kroppsskelett som anpassning till sitt kleptoparasitiska levnadssätt.

## Ekologi
Prickpansarbiet förekommer både i kustområden och i inlandshabitat som sanddyner, rasbranter, gles skog, kalkängar och hedmarker. Flygperioden varar från maj till juli för hanen, juni till juli för honan. Prickpansarbiet är inte särskilt specialiserad vad gäller födan, men besöker främst korgblommiga växter som bland andra stånds, strandloppört och klofibblor. Det flyger också till ärtväxter som kärringtand och rosväxter som fingerörtssläktet.

### Fortplantning
Arten är boparasit; honan lägger sina ägg i bon av andra buksamlarbin, som ullbiet Anthidium scapulare, gnagbina smalgnagbi och märggnagbi samt murarbina havsmurarbi, blåmurarbi, Osmia acuticornis, Osmia leucomelana och Osmia tridentata. Larven, som ibland angrips av parasitstekeln Pteromalus apum, lever av den insamlade födan efter det värdägget eller -larven dödats. Den övervintrar som passiv vilolarv i den färdigspunnena kokongen.

## Utbredning
Utbredningsområdet omfattar Europa mellan 40° och 62° N.
I Sverige, där arten finns i hela Götaland och Svealand samt längs kustlandskapen i Norrland upptill Västerbotten, är den klassificerad som livskraftig ("LC"). Även i Finland, där den har observerats i de södra och sydöstra delarna av landet, är den klassificerad som livskraftig.

## Taxonomi
Arten har fyra underarter:
- Stelis ornatula ornatula (Klug, 1807)
- Stelis ornatula gussakovskii Popov, 1933
- Stelis ornatula immaculata Noskiewicz, 1926
- Stelis ornatula oreophila Popov, 1935[2]